# アンドレーアス・ハンマーシュミット

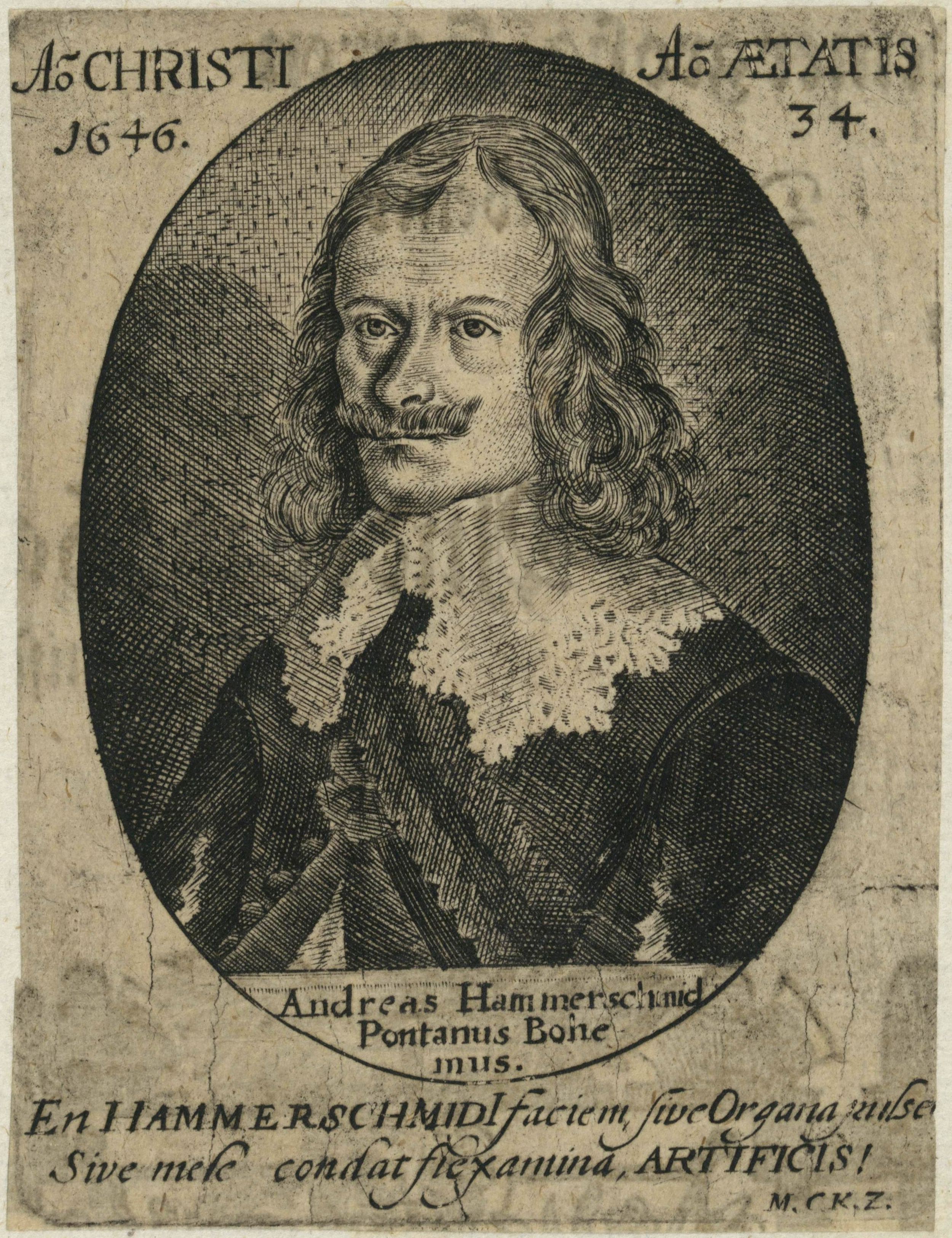
アンドレーアス・ハンマーシュミット

アンドレーアス・ハンマーシュミット（Andreas Hammerschmidt, 1611年または1612年 - 1675年10月29日）は、ボヘミア出身でドイツで活動したバロック中期の作曲家、オルガニスト。「ツィッタウのオルフェウス」と呼ばれた。彼は17世紀ドイツの宗教音楽において最も重要で著名な作曲家の一人であった。

## 生涯
アンドレーアス・ハンマーシュミットはボヘミアの小さなプロテスタント共同体であったブリュクス（Brüx）で、ザクセン人の父とボヘミア人の母の間に生まれた。1626年、家族は三十年戦争の間、カトリックに改宗したボヘミアを離れなければならなくなり、彼らはザクセンのフライベルクに移住した。アンドレーアスはこの地で音楽教育を受けたとされる。彼は、当時のフライベルクでカントルを務め、町で最も有名な作曲家であったクリストフ・デマンティウスの下で学んだことはないようであるが、デマンティウスを知ってはいたであろうとされる。多くの初期バロックの音楽家がフライベルクで時を過ごしているが、その中の誰がハンマーシュミットに音楽を教えたかははっきりしない。いずれにしても、彼はこの町に滞在中に素晴らしい音楽教育を受けた。
ハンマーシュミットは1633年にフライベルクを離れ、ヴェーセンシュタイン（Weesenstein）のルドルフ・フォン・ビューナウ伯爵の下でオルガニストの職を得るが、翌年にはフライベルクに戻ってオルガニストを務めている。彼はフライベルクに戻ってすぐに結婚し、6人の子供をもうけたが、うち3人は幼少期に死亡している。1639年に彼は再びフライベルクを離れてツィッタウに移住し、そこでクリストフ・シュライバーのオルガニスト職を引き継いだ。彼はその後の生涯にわたってこの地位にあり続けた。ツィッタウでの音楽活動は三十年戦争のために深刻な被害を受けた（聖歌隊の削減、音楽水準の全体的な下降など）ものの、ハンマーシュミットは生き延び、1648年に戦争が終わった後、音楽活動はゆっくりながらも元の高水準なものへと戻っていった。
現存するハンマーシュミットのツィッタウにおける活動記録は、1757年に七年戦争でオーストリア人に町が破壊されたために断片的なものでしかないが、彼の活動のこの時期において、ハンマーシュミットはドイツで最も良く知られた作曲家の一人となり、ハインリヒ・シュッツ以降の世代においてコンチェルタート形式の代表的な人物となった。彼は非常に尊敬されており、様々な点で熟練者といわれていたものの、激しやすいという欠点があり、ときには喧嘩を起こしていたようである。彼はまた、音楽家や市民のリーダーとしての活動でかなりの儲けを得ていたらしく、町の邸宅と田舎の私有地をもち、贅沢な暮らしをしていたことが明らかになっている。

## 音楽と影響
ハンマーシュミットはモテット、コンチェルト、アリアを執筆しており、彼の作品はほぼ全てがコンチェルタート形式である。音楽学者のマンフレッド・ブコフツァーによると（1947年）、ハンマーシュミットは「様々な点でシュッツの功績の質を落とした」という。彼の作曲の多くは、初期イタリア・バロックのモノディ形式を宗教（特にプロテスタント）向けに翻案したコラール・モノディの様式をとっている。実際ハンマーシュミットは、イタリアから持ち込まれた形式から離れてドイツ・バロックの伝統を洗練してゆく第二世代の作曲家の典型である。
ハンマーシュミットの作品は400作以上が現存しており、それらは合計12の曲集に分けられている。モテットはハンマーシュミット本人が記している通り、より保守的な形式を示し、教会コンチェルト（声楽と器楽のグループの対立をもつコンチェルタートの小品）は、当時流行の様式をとっている。
彼のコンチェルトの一部は大規模な楽団のために書かれており、楽器と歌唱の幅広い組み合わせをもっている。彼はこうした作品を日曜日や教会の祝日に執筆した。これらの構成や趣旨は、後のヨハン・ゼバスティアン・バッハに例示されるようなドイツの教会カンタータの予兆を示している。ハンマーシュミットの作品はミサ曲でさえもコンチェルタート形式であり、それらはたいてい協奏曲と見なされている。
ハンマーシュミットは生涯にわたりオルガニストであったにもかかわらず、彼のオルガン音楽は現存しない—実際のところ、作曲したという形跡すら見あたらない。いくつかの器楽曲が、3冊の書物に残されている。これらのほとんどは、ドイツ北部で流行していたイギリス形式の影響を受けたダンス組曲である。

## 参考書籍
- Johannes Günther Kraner, "Andreas Hammerschmidt," in The New Grove Dictionary of Music and Musicians, ed. Stanley Sadie.  20 vol.  London, Macmillan Publishers Ltd., 1980.  ISBN 1561591742
- Johannes Günther Kraner, Steffan Voss: "Andreas Hammerschmidt", Grove Music Online ed. L. Macy (Accessed June 5, 2005), (subscription access)
- Manfred Bukofzer, Music in the Baroque Era.  New York, W.W. Norton & Co., 1947.  ISBN 0393097455